# لورازپام
لورازپام که با نام تجاری اتیوان به فروش می‌رسد، یک دارو از گروه داروهای بنزودیازپین است. این دارو برای درمان اختلالات اضطرابی، بی خوابی، تشنج فعال از جمله صرع، ترک الکل و تهوع و استفراغ ناشی از شیمی درمانی استفاده می‌شود. همچنین در طول عمل جراحی برای ایجاد اختلال در حافظه و اثر آرام بخشی برای مصرف کسانی که با تنفس مکانیکی نفس میکشند، داده می شود . درحالی که می‌توان از لورازپام برای درمان بیقراری شدید هم استفاده کرد اما معمولاً در این مورد میدازولام ترجیح داده می‌شود. مصرف دارو به شکل خوراکی یا به صورت تزریق به عضله یا رگ صورت می‌گیرد. در شیوه‌ی مصرف تزریقی، مدت شروع اثر دارو بین یک تا سی دقیقه است و تاثیرات آن تا یک روز ادامه دارد.
عوارض جانبی رایج شامل ضعف، خواب آلودگی، فشار خون پایین و کاهش تنفس است. در صورت تزریق وریدی، فرد باید از نزدیک زیرنظر باشد. در میان کسانی که افسردگی دارند، احتمال افزایش اقدام به خودکشی وجود دارد. در استفاده طولانی مدت، ممکن است دوزهای بالاتری برای اثرگذاری دارو لازم باشد. وابستگی جسمی و وابستگی روانی نیز ممکن است در طول مصرف این دارو رخ دهد. اگر مصرف پس از استفاده طولانی مدت به‌طور ناگهانی متوقف شود، ممکن است سندرم ترک بنزودیازپین رخ دهد. بیشتر اوقات این افراد مسن هستند که در معرض عوارض جانبی قرار میگیرند. در این گروه سنی، لورازپام می‌تواند با شکستگی لگن همراه شود. به دلیل این نگرانی‌ها، مصرف لورازپام معمولاً فقط تا دو تا چهار هفته توصیه می‌شود.

## کاربردهای پزشکی

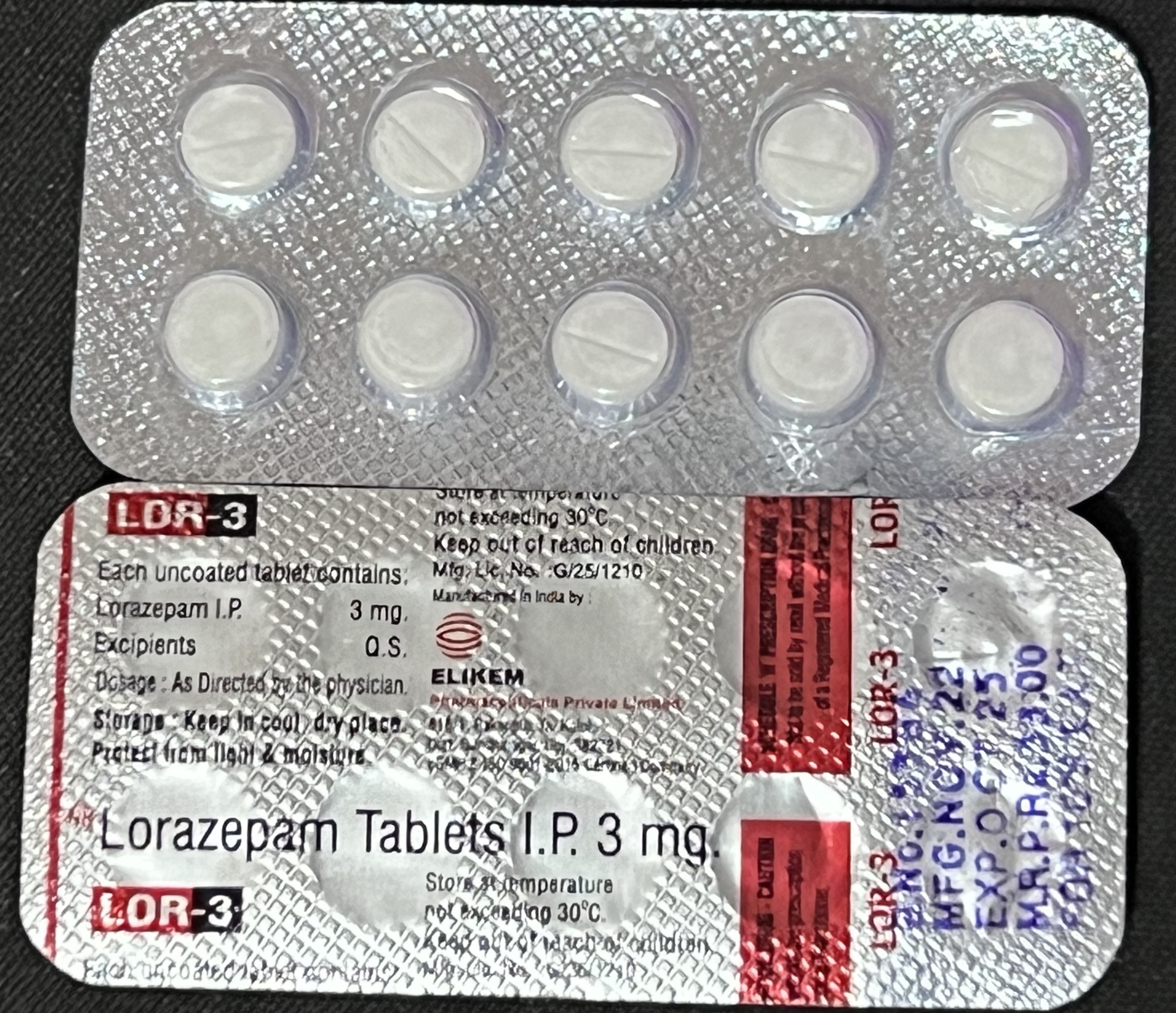
لورازپام ۳ میلی گرم

### اضطراب
لورازپام دارای اثرات کاهش دهنده اضطراب است و شناخته شده‌ترین کاربرد آن، مدیریت کوتاه مدت اضطراب شدید است. سازمان غذا و دارو ایالات متحده مصرف بیش از چهار هفته بنزودیازپین‌ها از جمله لورازپام را توصیه نمی‌کند. سرعت عمل دارو بالا است و برای درمان سریع اضطراب و وحشت مفید است.
لورازپام به‌طور مؤثری می‌تواند باعث کاهش آشفتگی و افزایش خواب‌آلودگی شود و مدت زمان اثرات یک دوز آن، می تواند انتخابی مناسب برای درمان کوتاه مدت بی خوابی مخصوصاً در صورت اضطراب شدید یا وحشت شبانه باشد. دارو به مدت زمان نسبتاً کوتاهی برای اثرگذاری نیاز دارد.
علائم بازگشتی، از جمله برگشتن بی خوابی و اضطراب، ممکن است پس از هفت روز استفاده از لورازپام بروز کند.

### آرام بخش
لورازپام گاهی اوقات برای افرادی که با تنفس مکانیکی نفس می‌کشند استفاده می‌شود. با این حال، در بیماران با شرایط حساس، پروپوفول از نظر کارایی و هزینه کلی نسبت به لورازپام برتری دارد. در نتیجه، استفاده از پروپوفول در حال حاضر تشویق شده در حالی که مصرف از لورازپام توصیه نمی‌گردد.
اثربخشی نسبی آن در جلوگیری از شکل‌گیری در حافظه برای خاطرات جدید، در کنار توانایی آن در کاهش اضطراب و استرس، باعث می‌شود که لورازپام به عنوان یک پیش درمان مفید باشد. دارو قبل از بیهوشی عمومی مصرف می‌شود تا میزان داروی بیهوشی مورد نیاز کاهش یابد، یا قبل از انجام روش‌های ناخوشایند پزشکی مانند دندانپزشکی یا آندوسکوپی، که نیاز به بیهوشی ندارند با هدف کاهش اضطراب، افزایش انطباق و القاء فراموشی مصرف می‌شود. لورازپام از طریق دهان ۹۰ تا ۱۲۰ دقیقه قبل از عمل و لورازپام وریدی تا ۱۰ دقیقه قبل از عمل تجویز می‌شود. لورازپام گاهی به عنوان جایگزین برای میدازولام در آرام بخش با خاصیت مسکن استفاده می‌شود. در بخش‌های مراقبت ویژه گاهی از لورازپام برای توقف اضطراب، هیپنوتیزم و فراموشی استفاده می‌شود.

### تحریک
لورازپام گاهی به عنوان جایگزینی برای هالوپریدول در صورت نیاز به آرام بخشی سریع در افراد خشمگین یا آشفته مورد استفاده قرار می‌گیرد، اما هالوپریدول به همراه پرومتازین به دلیل اثربخشی بهتر و همینطور به دلیل نداشتن اثرات منفی لورازپام بر عملکرد تنفسی، ترجیح داده می‌شود. با این حال، بروز اثرات نامطلوبی مانند انجام رفتارهای جسورانه ممکن است بنزودیازپین‌ها را برای برخی از افراد که دارای اختلال روانی هستند، نامناسب کند. هذیان حاد گاهی با لورازپام درمان می‌شود، اما از آنجا که می‌تواند اثرات متناقضی ایجاد کند، ترجیحاً همراه با هالوپریدول تجویز می‌شود. در صورت مصرف عضلانی، لورازپام نسبتاً آرام جذب می‌شود، تزریق دارو در صورت وجود محدودیت بلع میتواند شیوه‌ی مصرفی کارآمدی باشد.

## عوارض جانبی
بسیاری از اثرات مفید لورازپام (به عنوان مثال، آرام بخش، شل کننده عضلات، ضد اضطراب و اثر بر فراموشی) ممکن است عوارض جانبی ناخواسته ایجاد کنند. عوارض جانبی می‌تواند شامل آرام بخشی و کاهش فشار خون باشد. اثرات لورازپام در ترکیب با سایر داروهای ضد افسردگی سی ان اس افزایش می‌یابد. از دیگر عوارض جانبی آن می‌توان به سردرگمی، آتاکسی، جلوگیری از شکل‌گیری خاطرات جدید و اثرات خماری اشاره کرد. مشخص نیست که درصورت استفاده از بنزودیازپین ها به صورت طولانی مدت، آیا اختلالات شناختی پس از قطع مصرف لورازپام به‌طور کامل به حالت عادی برمی گردد یا خیر. نقص‌های شناختی حداقل شش ماه پس از توقف مصرف باقی می‌ماند، اما بهبود عملکرد شناختی ممکن است بیش از شش ماه طول بکشد. به نظر می‌رسد که لورازپام نسبت به سایر بنزودیازپین‌ها اثرات منفی عمیقی بر حافظه دارد. این دارو هم حافظه آشکار و هم حافظه ناآشکار را مختل می‌کند. در افراد مسن، زمین‌خوردن در نتیجه مصرف بنزودیازپین‌ها محتمل است. عوارض جانبی در افراد مسن شایع تر است و در دوزهای پایین‌تری نسبت به افراد جوان ظاهر می‌شود. بنزودیازپین‌ها می‌توانند باعث افسردگی یا بدتر شدن آن شوند. اثرات متناقض نیز شایع است، مانند بدتر شدن تشنج یا هیجان پارادوکسیکال. هیجان پارادوکسیک بیشتر در افراد مسن، کودکان، افراد دارای سوء مصرف الکل و افرادی که سابقه پرخاشگری یا مشکلات عصبی دارند اتفاق می‌افتد. اثرات لورازپام وابسته به دوز آن است، یعنی هرچه دوز بیشتر شود، اثرات (و عوارض جانبی) قوی تر خواهد بود. استفاده از کمترین دوز برای رسیدن به اثرات مورد نیاز، خطر عوارض جانبی را کاهش می‌دهد. داروهای آرام بخش و قرص‌های خواب‌آور، از جمله لورازپام، با افزایش خطر مرگ همراه است.
آرام بخشی عارضه جانبی‌ای است که افراد مصرف‌کننده لورازپام اغلب گزارش می‌کنند. در گروهی متشکل از حدود ۳۵۰۰ نفر که بابت اضطراب تحت درمان قرار گرفتند، شایع‌ترین عوارض جانبی شکایت از لورازپام؛ آرام بخشی (۹/۱۵٪)، سرگیجه (۹/۶٪)، ضعف (۴/۴٪) و بی‌ثباتی (۳٫۴٪) بود. عوارض جانبی مانند آرام بخشی و بی‌حسی با افزایش سن بیشتر میشود. اختلال شناختی، اختلال در رفتار و اختلال تنفسی و همچنین اختلال در فشار خون نیز ممکن است رخ دهد.
- اثرات متناقض: در بعضی موارد، اثرات متناقض با بنزودیازپین‌ها شایع است. از جمله افزایش عصبانیت، پرخاشگری، طغیان عصبی و تحریک روانی. این اثرات نسبت به سایر بنزودیازپین‌ها، بیشتر با لورازپام مشاهده می‌شود.[۳۳] اثرات متناقض در افراد با سابقه اختلالات شخصیتی و افراد مبتلا به بیماری روانی عموماً در دوزهای بالاتر بروز می‌کند. از آنجا که به نظر می‌رسد اثرات متناقض وابسته به دوز است، اثرات معمولاً با کاهش دوز یا قطع مصرف کامل لورازپام فروکش می‌کنند.[۳۴][۳۵][۳۶][۳۷][۳۸][۳۹]
- خودکشی: افرادی که به‌طور مداوم از بنزودیازپین‌ها استفاده میکنند با ریسک افزایش میل به خودکشی همراه هستند، علت آن احتمالاً به دلیل ایجاد کمرویی توسط دارو ارزیابی شده است.[۸] به نظر می‌رسد دوزهای بالاتر خطر بیشتری را به همراه دارند.
- اثرات ابتلا به فراموشی: در بین بنزودیازپین‌ها، لورازپام اثرات نسبتاً قوی‌ای در ابتلا به فراموشی را ایفا می‌کند،[۱۷][۴۰] اما مقاومت افراد در برابز این عارضه با مصرف مداوم، فزونی میابد. برای جلوگیری از بروز فراموشی (یا آرام بخشی اضافی)، مقدار کل روزانه لورازپام روزانه نباید بیش از ۲ میلی‌گرم باشد. این مسئله همچنین در مورد استفاده برای آرام بخشی شبانه نیز صدق می‌کند. به پنج شرکت کننده در یک مطالعه پیرامون خواب آنها، لورازپام ۴ میلی‌گرم تجویز شد و در عصر روز بعد، سه داوطلب به‌طور غیرمنتظره ای دچار شکاف در حافظه گشتند، تأثیری که بعد از دو تا سه روز استفاده کاملاً فروکش کرد.[۴۱] اثرات فراموشی را نمی‌توان از درجه آرام بخشی موجود تخمین زد، زیرا این دو اثر نامربوط هستند.

لورازپام با دوز بالا یا درصورت مصرف طولانی مدت گاهی با مسمومیت پروپیلن گلیکول همراه است.

### موارد منع مصرف
- حساسیت
- نارسایی تنفسی
- مسمومیت حاد
- آتاکسی
- گلوکوم
- وقفه تنفسی در خواب[۴۳]
- میاستنی گراویس - این بیماری با ضعف عضلانی مشخص می‌شود، بنابراین یک شل کننده عضلانی مانند لورازپام ممکن است علائم را تشدید کند.
- بارداری و شیردهی[۴۴][۴۵]

### فعل و انفعالات
لورازپام معمولاً در صورت مصرف بیش از حد کشنده نیست، اما در صورتی که اینکار به همراه مصرف الکل باشد ممکن است باعث مشکلات تنفسی شود. همچنین ترکیب مصرف این دو باعث افزایش بیشتر مهارگسیختگی و فراموشی شدید به همراه احتمال انجام اقدامات شرم‌آور یا جنایی میشود. برخی از متخصصان توصیه می‌کنند که افراد در هنگام مصرف لورازپام در مورد نوشیدن الکل هوشیار باشند اما چنین هشدارهایی فراگیر نیست.
در موارد مصرف بیش از حد لورازپام، مشخص کردن این مسئله که آیا فرد به‌طور مرتب لورازپام یا سایر بنزودیازپین‌ها را استفاده می‌کند مهم است زیرا استفاده مداوم باعث ایجاد مقاومت دارویی می‌شود.

## خصوصیات بدنی و فرمولها

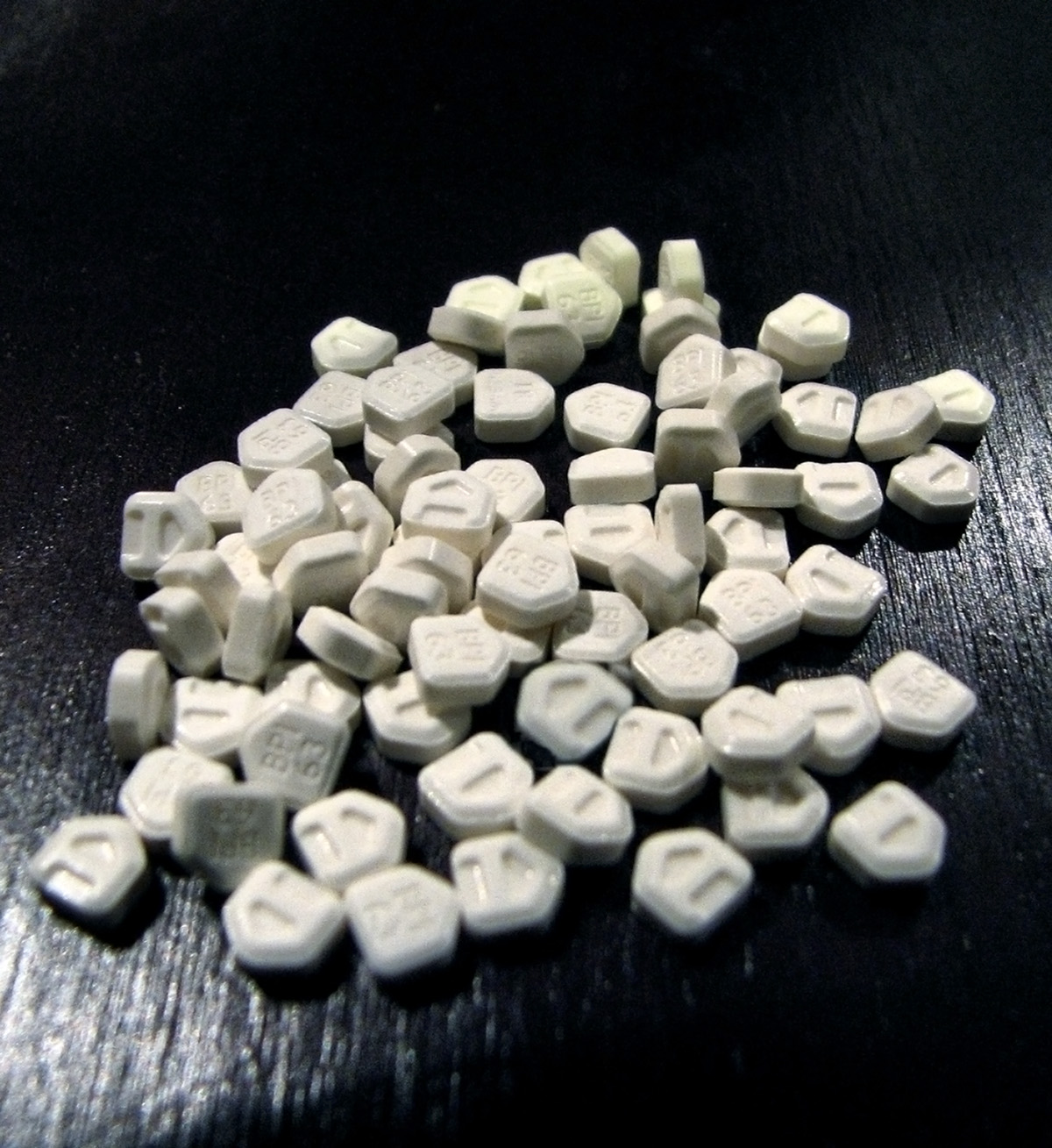
قرص ۵/۰ میلی‌گرم از برند آتوروین لورازپام

لورازپام خالص یک پودر تقریباً سفید است که تقریباً در آب و روغن نامحلول است. از نظر دارویی، به‌طور عمده به صورت قرص یا محلول برای تزریق در دسترس است، اما در بعضی موارد نیز به صورت مصرف روی پوستی، محلول خوراکی یا قرص زیر زبانی مصرف می‌شود.